# Ангел Канчев
Ангел Канчев Ангелов — болгарський революціонер.

## Біографія
Ангел Канчев народився 11 листопада 1850 року в місті Трявна. Навчався в рідному місті, а потім у Русе. Він продовжив навчання як стипендіат у Белградській середній школі, а потім перевівся до Військової школи в Белграді.
Він встановив безпосередні контакти з болгарською революційною еміграцією і вступив до Другого болгарського легіону (1868 р.). Після її розпуску він переїхав до Румунії і опублікував у «Зорі Дунаю» заклик до болгарського народу, закликаючи його до боротьби проти османських загарбників.

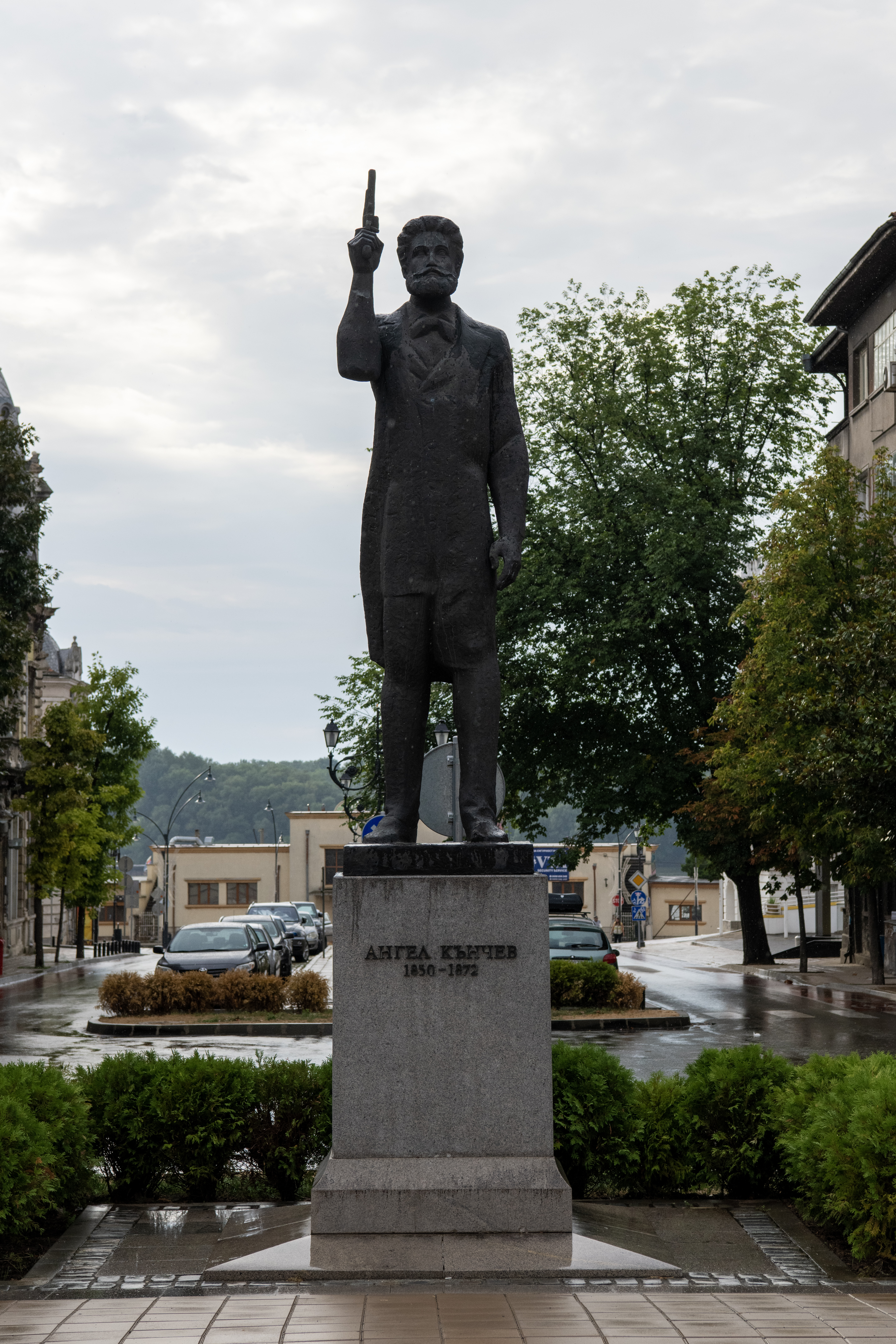
Пам'ятник Ангелу Канчеву в Русе

Навчався в сільськогосподарсько-промисловій школі в місті Табор (Чехія) (1870—1871). Після повернення до Болгарії він почав працювати на зразковій фермі поблизу Русе.
Він активно включився в національно-революційний рух і того ж року був призначений Болгарським революційним центральним комітетом у Бухаресті помічником Василя Левського у ВРО. Наприкінці серпня того ж року він зустрів Апостола в Ловечі й отримав від нього завдання організовувати та проводити кампанію в Північній Болгарії. За короткий час йому вдалося розгорнути широкий спектр діяльності.
5 березня 1872 року він намагався таємно переправитися до Румунії, але в порту Русе його звільнили й оточили османські поліцейські. Щоб не потрапити в полон живим, він покінчив із життям. Останніми його словами були: «Хай живе Болгарія!»
Біля місця самогубства встановлено пам'ятник. Нині будинок Ангела Канчева перетворено на музей.